# 青篱柴
青篱柴（学名：[Tirpitzia sinensis] 错误：{{Lang}}：文本有斜体标记（帮助））为亚麻科青篱柴属下的一种灌木或小乔木。其种加词“sinensis”意为“中华的”。

## 形态
聚伞形花序、白色花瓣，二型花柱；蒴果长椭圆形或卵形、种子具膜质翅; 每年5-8月为花期、果期8-12月或至翌年3月。主要分布于海拔340-2,000米的路旁、山坡等。